# Championnat de France de go
Vous êtes invité à donner votre avis sur cette page de discussion, de manière argumentée en vous aidant notamment des critères d’admissibilité ou en présentant des sources extérieures et sérieuses.  
Après avoir apposé le modèle {{Admissibilité}} sur une page, suivez les étapes expliquées sur Wikipédia:Débat d'admissibilité/Aide :
| 1. | Créez la page de débat d'admissibilité.                                                                      | Sauvegardez d’abord la page pour l’initialiser puis indiquez votre motivation.                     |
| 2. | Important : ajoutez une entrée dans la section Débat d'admissibilité du jour.                                | Utilisez ce texte : *{{L\|Championnat de France de go}}                                            |
| 3. | Pensez à informer les contributeurs principaux de la page et les projets associés lorsque cela est possible. | Utilisez ce texte : {{subst:Avertissement débat d'admissibilité\|Championnat de France de go}}~~~~ |

La Fédération française de go organise chaque année le championnat de France de jeu de go.
La compétition existe depuis 1971, et décerne deux titres (Champion de France amateur, réservé aux joueurs amateurs de nationalité française, et Champion de France open) depuis 2010.

## Palmarès

### De 1971 à 2004
| Année | Champion de France            | Finaliste              | Lieu                       | Notes |
| ----- | ----------------------------- | ---------------------- | -------------------------- | ----- |
| 1971  | Patrick Mérissert-Coffinières | Yves Langevin          | Paris                      |       |
| 1972  | Patrick Mérissert-Coffinières | Denis Feldmann         | Paris                      |       |
| 1973  | Patrick Mérissert-Coffinières | Luc Givry              | Paris                      |       |
| 1974  | Patrick Mérissert-Coffinières | Denis Feldmann         | Paris                      |       |
| 1975  | Patrick Mérissert-Coffinières | Renauld Danset         | Paris                      |       |
| 1976  | André Moussa                  | Jérôme Hubert          | Paris                      |       |
| 1977  | André Moussa                  | Jérôme Hubert          | Paris                      |       |
| 1978  | Jérôme Hubert                 | Patrick Zemb           |                            |       |
| 1979  | Jean Michel                   | Denis Feldmann         | Nantes                     |       |
| 1980  | André Moussa                  | Jean Michel            |                            |       |
| 1981  | André Moussa                  | Frédéric Donzet        |                            |       |
| 1982  | André Moussa                  | Pierre Colmez          |                            |       |
| 1983  | André Moussa                  | Pierre Colmez          |                            |       |
| 1984  | Yang                          | André Moussa           |                            |       |
| 1985  | Frédéric Donzet               | André Moussa           |                            |       |
| 1986  | André Moussa                  | Pierre Colmez          |                            |       |
| 1987  | André Moussa                  | Pierre Colmez          |                            |       |
| 1988  | André Moussa                  | Pierre Colmez          |                            |       |
| 1989  | André Moussa                  | Pierre Colmez          |                            |       |
| 1990  | André Moussa                  | François Mizessyn      |                            |       |
| 1991  | André Moussa                  | Jean-François Séailles |                            |       |
| 1992  | André Moussa                  | Bruno Bouzy            |                            |       |
| 1993  | Farid Ben Malek               | André Moussa           |                            |       |
| 1994  | Jean-François Séailles        | André Moussa           |                            |       |
| 1995  | Pierre Colmez                 | Jean-François Séailles | Colombes                   |       |
| 1996  | Jean-François Séailles        | Pierre Colmez          | Colombes                   |       |
| 1997  | Pierre Colmez                 | Jean-François Séailles |                            |       |
| 1998  | Farid Ben Malek               | Paul Drouot            | Strasbourg                 |       |
| 1999  | Pierre Colmez                 | Farid Ben Malek        | Taverny                    |       |
| 2000  | Jean-François Séailles        | Pierre Colmez          | Lyon                       |       |
| 2001  | Pierre Colmez                 | Paul Drouot            | Romainville                |       |
| 2002  | Farid Ben Malek               | Pierre Colmez          | Strasbourg                 |       |
| 2003  | Bernard Helmstetter           | Farid Ben Malek        | Montreuil                  |       |
| 2004  | Benjamin Papazoglou           | Jean Michel            | Strasbourg Finale à Amiens |       |

### De 2005 à 2009
| Année | Champion de France Open | Champion de France     | Lieu      | Notes |
| ----- | ----------------------- | ---------------------- | --------- | ----- |
| 2005  | Jean Michel             | Jean Michel            | Tours     |       |
| 2006  | Fan Hui                 | Jean-François Séailles | Marseille |       |
| 2007  | Pierre Audouard         | Pierre Audouard        | Cannes    |       |

| Année | Champion de France Open | Finaliste      | Lieu           | Notes |
| ----- | ----------------------- | -------------- | -------------- | ----- |
| 2008  | Motoki Noguchi          | Thomas Debarre | Piriac-sur-Mer |       |
| 2009  | Yanqi Zhang             | Motoki Noguchi | Toulouse       |       |

### Depuis 2010
Le règlement a changé en 2009 (2010 est donc la première édition avec ce règlement).
Le championnat de France Open (« 3e tour » du championnat de France après les championnats de club et les championnats de ligue), disputé pendant l'été, désigne le champion de France Open et les qualifiés pour le championnat de France amateur (le « 4e tour »).
De 2010 à 2016, l'épreuve finale comprend 8 joueurs qualifiés. Elle passe à 16 participants en 2017. Tous sont de nationalité française et aucun n'est professionnel. Le vainqueur a le titre de champion de France amateur et représente la France au championnat du monde amateur.
| Année | Champion de France open (« 3e tour ») et lieu | Champion de France open (« 3e tour ») et lieu | Champion de France amateur (« 4e tour ») et lieu | Champion de France amateur (« 4e tour ») et lieu |
| ----- | --------------------------------------------- | --------------------------------------------- | ------------------------------------------------ | ------------------------------------------------ |
| 2010  | Motoki Noguchi                                | Bourges                                       | Thomas Debarre                                   | Strasbourg                                       |
| 2011  | Dai Junfu                                     | Rouen                                         | Thomas Debarre                                   | Dijon (Beire-le-Châtel)                          |
| 2012  | Motoki Noguchi                                | Reims                                         | Thomas Debarre                                   | Lyon                                             |
| 2013  | Fan Hui                                       | Claira                                        | Thomas Debarre                                   | Rouen                                            |
| 2014  | Dai Junfu                                     | Bourges                                       | Benjamin Papazoglou                              | Lyon                                             |
| 2015  | Motoki Noguchi                                | Claira                                        | Dai Junfu                                        | Lyon                                             |
| 2016  | Dai Junfu                                     | Grenoble                                      | Dai Junfu                                        | Orsay                                            |
| 2017  | Gao Jiaxin                                    | Piriac-sur-Mer                                | Benjamin Dréan-Guénaïzia                         | Strasbourg                                       |
| 2018  | Oh Chi-Min                                    | Balma,                                        | Thomas Debarre                                   | Lyon                                             |
| 2019  | Benjamin Dréan-Guénaïzia                      | Le Havre                                      | Benjamin Dréan-Guénaïzia                         | Toulouse                                         |
| 2020  | Lucas Neirynck                                | OGS, internet                                 | Denis Karadaban                                  | OGS, Internet                                    |
| 2021  | Motoki Noguchi                                | Grenoble                                      | Thomas Debarre                                   | Nancy                                            |
| 2022  | Dai Junfu                                     | Paris                                         | Thomas Debarre                                   | Charleville-Mézières                             |
| 2023  | Motoki Noguchi                                | Rennes                                        | Thomas Debarre                                   | Balma                                            |
| 2024  | Denis Karadaban                               | Nantes                                        | Benjamin Dréan-Guénaïzia                         | Lille                                            |